# Synchaeta hutchingsi
Synchaeta hutchingsi är en hjuldjursart som beskrevs av Brownell 1988. Synchaeta hutchingsi ingår i släktet Synchaeta och familjen Synchaetidae. Inga underarter finns listade i Catalogue of Life.